# Contea di Carroll (Ohio)
La contea di Carroll (in inglese Carroll County) è una contea dello Stato dell'Ohio, negli Stati Uniti. La popolazione al censimento del 2000 era di 28 836 abitanti. Il capoluogo di contea è Carrollton.